# 亞馬遜矮甲鯰
亞馬遜矮甲鯰，為輻鰭魚綱鯰形目矮甲鯰科的其中一種，為熱帶淡水魚，分布於南美洲亞馬遜河及巴拉圭河流域，體長可達20公分，棲息在沙泥底質且水質清澈的溪流底層水域，屬夜行性，以魚類、蠕蟲等為食，會將身體埋藏於沙泥中，能直接呼吸空氣。

## 扩展阅读
維基物種上的相關：亞馬遜矮甲鯰